# Trigonon longicornis
Trigonon longicornis är en insektsart som först beskrevs av Crawford 1919.  Trigonon longicornis ingår i släktet Trigonon och familjen rundbladloppor. Inga underarter finns listade i Catalogue of Life.